# Mittlere Dumme und Püggener Moor
Mittlere Dumme und Püggener Moor ist ein Naturschutzgebiet in der niedersächsischen Stadt Wustrow (Wendland) und den Gemeinden Luckau (Wendland), Waddeweitz, Clenze und Bergen an der Dumme in der Samtgemeinde Lüchow (Wendland) im Landkreis Lüchow-Dannenberg.

## Allgemeines
Das Naturschutzgebiet mit dem Kennzeichen NSG LÜ 332 ist rund 1351 Hektar groß. Es ist zu einem großen Teil Bestandteil des 4931 Hektar großen FFH-Gebietes „Landgraben- und Dummeniederung“ und des 3970 Hektar großen EU-Vogelschutzgebietes „Landgraben- und Dummeniederung“ Im Südosten grenzt es an das Naturschutzgebiet „Luckauer Holz“, im Südwesten an die Naturschutzgebiete „Gain“, „Obere Dummeniederung“ und „Schnegaer Mühlenbachtal“ und das Landschaftsschutzgebiet „Gain – Mühlenbach – Obere Dummeniederung“. Das bisherige Naturschutzgebiet „Salzfloragebiet bei Schreyahn“ sowie Teile des bisherigen Landschaftsschutzgebietes „Püggener Moor“ gingen im Naturschutzgebiet auf. Das Gebiet steht seit dem 3. November 2018 unter Schutz. Zuständige untere Naturschutzbehörde ist der Landkreis Lüchow-Dannenberg.

## Beschreibung
Das Naturschutzgebiet liegt südwestlich von Lüchow (Wendland) im Süden des Naturparks Wendland.Elbe. Es stellt einen Abschnitt der Dumme und ihren Nebenbächen Clenzer Bach und Köhlener Mühlenbach/Püggener Mühlenbach mit ihren feuchten bis nassen und teilweise vermoorten Niederungen (mit Gistenbecker Moor, Bülitzer Moor, Schreyahner Moor und dem vermutlich durch die Verlandung eines nacheiszeitlichen Flachwassersees entstandenen Püggener Moor) unter Schutz. Die Niederungen werden von einem Wechsel von halboffenen Grünländern, die teilweise durch Hecken, Feldgehölze und Baumreihen gegliedert sind, und bewaldeten Bereichen geprägt. Die Grünländer werden überwiegend extensiv genutzt und sind als artenreiche Wiesen ausgeprägt. Auf nassem Boden sind Seggenriede und Röhrichte zu finden. Außerdem kommen bachbegleitend und an feuchten Waldrändern feuchte Hochstaudenfluren vor. Hier siedeln z. B. Mädesüß, Gelbe Wiesenraute und Sumpfgänsedistel. Stellenweise sind ackerbaulich genutzte Flächen vorhanden. Die Wälder sind in erster Linie als Laubwälder ausgeprägt. Sie werden von Erlen-Eschenwäldern, Au- und Bruchwäldern mit Schwarzerle, Esche und Weide und feuchten Eichen-Hainbuchenwäldern mit Stieleiche und Hainbuche gebildet. Die Wälder verfügen über einen hohen Anteil an Alt- und Totholz.
Die Bäche im Naturschutzgebiet stellen sich abschnittsweise als naturnahe Fließgewässer mit unverbauten Ufern und gewässertypischen Sohl- und Sedimentstrukturen dar und verfügen über eine weitgehend natürliche Dynamik des Abflussgeschehens. Sie verfügen über gut entwickelte, flutende Wasservegetation, naturnahe Ufersäume und werden teilweise von Gehölzen begleitet. Bäche und Gräben im Naturschutzgebiet sind Lebensraum verschiedener Fische, darunter Schlammpeitzger und Steinbeißer, Bachneunauge, Flussneunauge sowie Libellen. Diese sind z. B. durch Grüne Flussjungfer und Blauflügel-Prachtlibelle vertreten. Das Naturschutzgebiet ist auch Lebensraum des Fischotters.
Im Naturschutzgebiet sind zahlreiche ungenutzte Stillgewässer mit Laichkraut- oder Froschbissgesellschaften zu finden. Sie sind Lebensraum verschiedener Amphibien wie Kammmolch, Knoblauchkröte, Laub- und Moorfrosch sowie zahlreicher Insekten, darunter auch verschiedene Libellen.
Das Naturschutzgebiet ist Lebensraum und Nahrungshabitat verschiedener, teilweise bestandsbedrohter Vogelarten, darunter Weißstorch, Kranich, Seeadler, Rotmilan, Schwarzmilan, Rohrweihe, Wespenbussard, Schwarzspecht, Mittelspecht, Wachtel, Waldschnepfe, Kiebitz, Zwergtaucher, Wendehals, Neuntöter, Raubwürger, Eisvogel, Ortolan, Pirol, Nachtigall, Drosselrohrsänger, Sperbergrasmücke, Braunkehlchen, Schwarzkehlchen, Schafstelze und Heidelerche. 
Eine Besonderheit ist die Binnensalzstelle bei Schreyahn im Bereich der Abraumhalde des ehemaligen Kalischachtes „Rudolp“ mit salzbeeinflusstem Grünland, Sümpfen, Röhrichten und einem Stillgewässer. Hier siedeln Salzpflanzen wie Queller, Echter Sellerie, Strandaster, Gestielte Keilmelde, Entferntährige Segge, Salzbinse, Salzhornklee, Salzschuppenmiere und Stranddreizack.